# Diy-Gid-Biy
Les Diy-Gid-Biy (« Œil du chef au sommet ») sont un site archéologique situé dans les Monts Mandara, dans la région de l'Extrême-Nord du Cameroun. Ils sont constitués de monuments en pierre sèche répartis sur une zone de 25 km².
Le « paysage Culturel Diy-Gid-Biy des Monts Mandara » est inscrit sur la liste du patrimoine mondial en 2025 par l'UNESCO.